# Humphreys-Davidson-Grenze
Die Humphreys-Davidson-Grenze ist die empirisch bestimmte maximale Leuchtkraft, in der ein Stern im hydrostatischen Gleichgewicht existieren kann. Sie wurde erstmals von den amerikanischen Astronomen R. M. Humphreys und K. Davidson im Jahre 1979 beschrieben.
Oberhalb der Humphreys-Davidson-Grenze sind nur Sterne während Eruptionen wie z. B. Supernovae beobachtet worden. Übersteigt die Leuchtkraft diesen Wert, so kommt es zu schnellen und veränderlichen Massenverlusten durch Sternwinde wie bei den Leuchtkräftigen Blauen Veränderlichen. Zur Erklärung der maximalen Leuchtkraftgrenze sind die folgenden Hypothesen aufgestellt worden:
- eine Herabsetzung der Eddington-Grenze
- auswärtsgerichteter Druck durch starke Turbulenz
- eine Rayleigh-Taylor-Instabilität aufgrund einer Dichteumkehrung.[2]

Bei der Simulation massereicher Sterne wurde darauf hingewiesen, dass ungefähr an der Humphreys-Davidson-Grenze die Atmosphäre dieser Sterne instabil gegen Pulsationen wird. Die Wachstumsrate der Schwingungen steigt hundertmal schneller an, als der Stern sein hydrostatisches Gleichgewicht wiederherstellen kann, der starke Sternwind an der Humphreys-Davidson-Grenze könnte daher eine Folge einer Pulsationsinstabilität sein.